# Cecilienhof
Cecilienhof (německy: Schloss Cecilienhof) je zámek v německém městě Postupimi. Nachází se v severní části rozlehlého parku Neuer Garten, v blízkosti jezera Jungfernsee. Byl postaven v letech 1914 až 1917 v historistním stylu, jako ohlas tudorovského slohu. Byl poslední reprezentativní stavbou rodu Hohenzollernů, který vládl Pruskému království a posléze Německé říši až do konce první světové války. Pojmenován je po Cecílii Meklenbursko-Zvěřínské. Architektem byl Paul Schultze-Naumburg. Zámeček je známý tím, že se zde v roce 1945 konala Postupimská konference, na které vedoucí představitelé Sovětského svazu, Spojeného království a Spojených států učinili důležitá rozhodnutí ovlivňující podobu světa po druhé světové válce. Po skončení konference sovětští vojáci používali palác jako klubovnu. Poté byl předán spolkové zemi Braniborsko a v roce 1952 v něm byl zřízen památník konference. Vláda východního Německa také Cecilienhof používala jako přijímací místo pro státní návštěvy. V roce 1960 byl přeměněn na hotel. Některé z místností byly i nadále využívány vládnoucí stranou SED pro schůze. V roce 1990 byl zámek zapsán na seznam Světového dědictví UNESCO, v rámci položky Paláce a parky v Postupimi a Berlíně. Roku 1995 byl zpřístupněn veřejnosti. 30. května 2007 byl využit pro summit ministrů zahraničí skupiny G8. V současnosti slouží jako hotel i muzeum.